# ノヴォチェボクサルスク
ノヴォチェボクサルスク（ロシア語Новочебоксарскナヴァチェボクサールスク；ラテン文字転写の例:Novocheboksarsk；チュヴァシ語でҪӗнӗ Шупашкар）は、ロシア連邦チュヴァシ共和国の都市。人口は12万375人（2021年）。ヴォルガ川の南岸に位置する。チュヴァシ共和国の首都チェボクサルに近い。

## 概要
市街は東部、南部、西部の3つの地域に分けられ、あわせて18の地区から構成される。
ノヴォチェボクサルスクはチェボクサルの衛星都市として、1960年に興った。公式には1960年11月18日に都市の建設が始まったとされている。もともと無人の土地であったが、周辺の村々を吸収しながら急速に発展した。1965年には早くも都市として登録された。1983年10月29日には10万人目の住民が生まれたことを祝っている。
陸上選手オリガ・エゴロヴァの生地。

## 姉妹都市
- en:Žatec、チェコ
- クリモフスク、ロシア
- ステルリタマク、ロシア